# International Cycling Film Festival

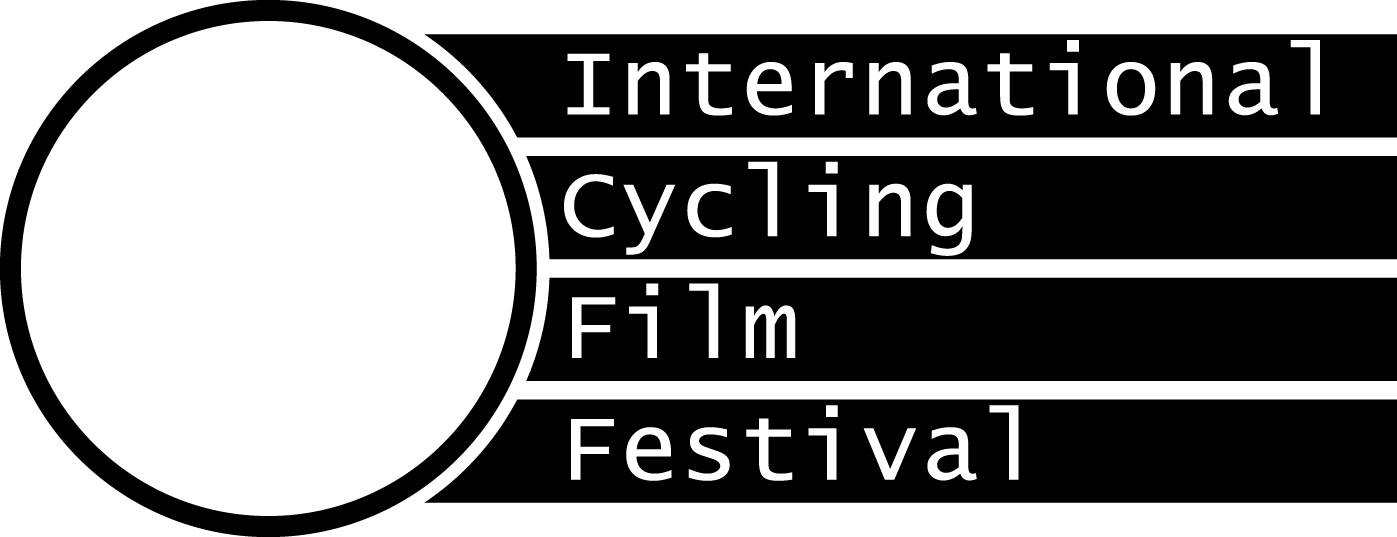
Logo của ICFF

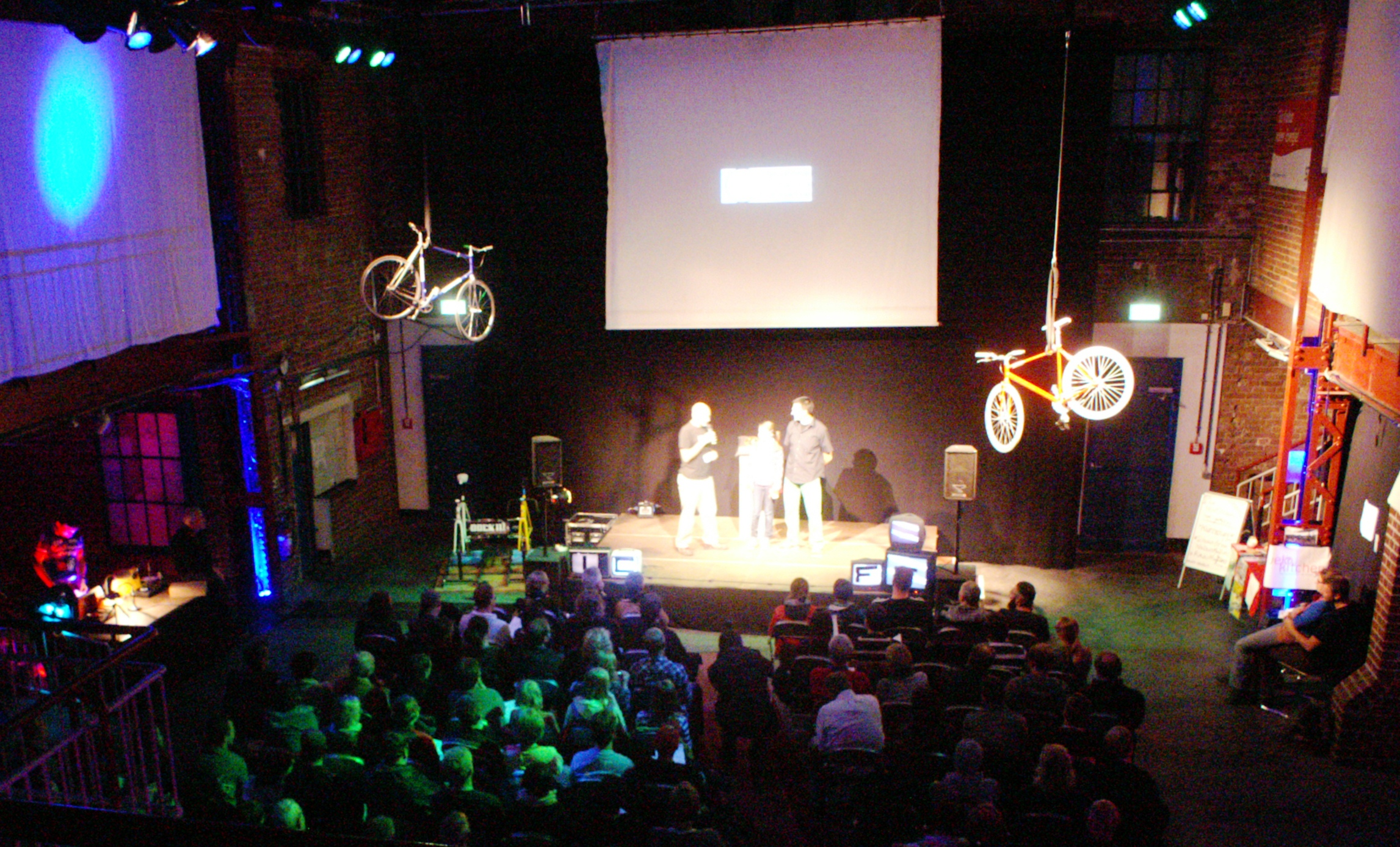
Buổi phỏng vấn với các nhà làm phim tại ICFF (2012)

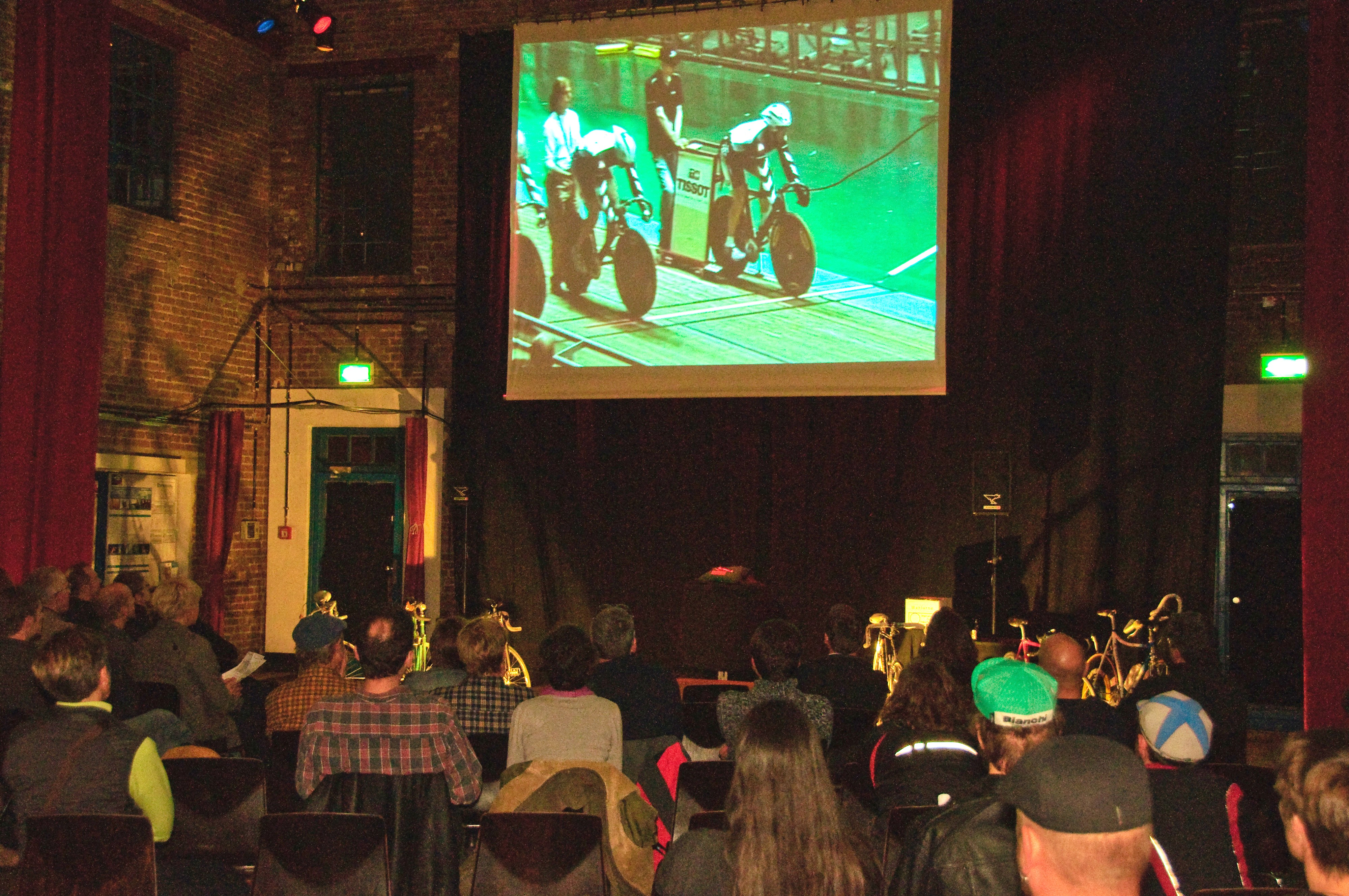
ICFF (2009)

International Cycling Film Festival (viết tắt: ICFF - tiếng Ba Lan: Międzynarodowy Festiwal Filmów Rowerowych - tiếng Đức: Internationales Festival des Fahrrad-Films) là một liên hoan phim liên quan đến xe đạp được tổ chức hàng năm ở Ba Lan, Đức và Hà Lan.
Liên hoan này được tổ chức nhằm tăng cường hợp tác quốc tế trong lĩnh vực phim nghệ thuật và văn hóa đi xe đạp. Từ khi thành lập năm 2006, sự kiện này là nơi công chiếu hơn 250 phim ngắn về xe đạp từ hơn 30 quốc gia, chẳng hạn như: Áo, Hy Lạp, Argentina, Đức, Nhật Bản, Ý, Ba Lan, Bồ Đào Nha, Mỹ, hay Scotland. Mỗi năm có khoảng 20 phim tranh Giải thưởng Goldene Kurbel và giải bình chọn từ khán giả.

## Giải thưởng Goldene Kurbel
Giải thưởng Goldene Kurbel (tiếng Anh: Golden Crank) là giải thưởng quan trọng nhất được trao cho các bộ phim xuất sắc nhất trong liên hoan. Đây cũng là giải thưởng điện ảnh lâu đời nhất dành cho các bộ phim liên quan đến xe đạp. Giải thưởng này được quyết định bởi một hội đồng ban giám khảo gồm các chuyên gia nghệ thuật trong lĩnh vực điện ảnh cũng như xe đạp. 

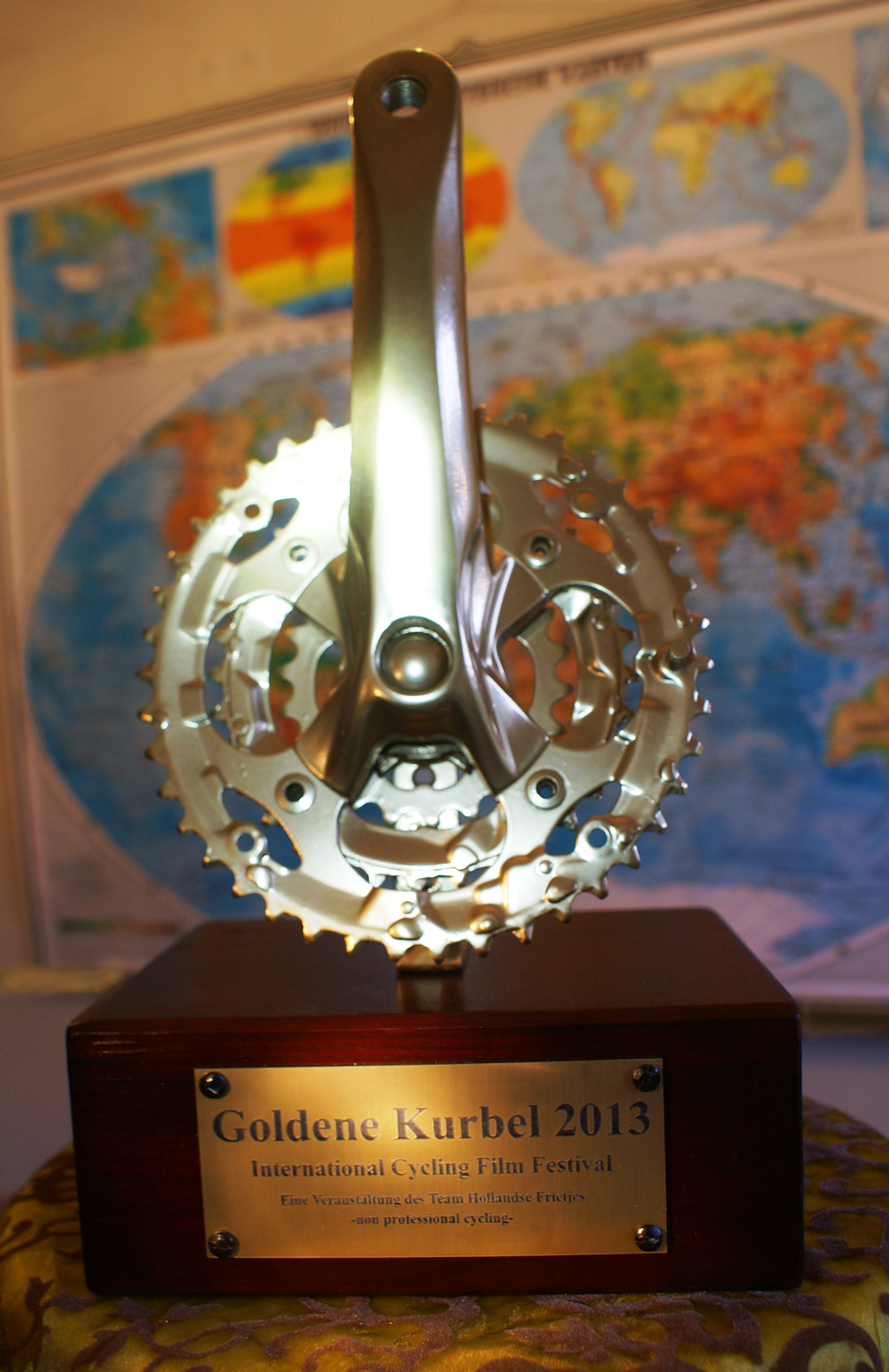
Giải thưởng Goldene Kurbel (2013)